# Salangane soyeuse
Collocalia esculenta
Espèce
Statut de conservation UICN

 LC  : Préoccupation mineure
La Salangane soyeuse (Collocalia esculenta) ou Salangane à ventre blanc, est une espèce d'oiseaux de la famille des Apodidae. C'est une des espèces de salanganes dont les nids sont consommés en Asie du Sud-Est sous le nom de Nids d'hirondelle.

## Description

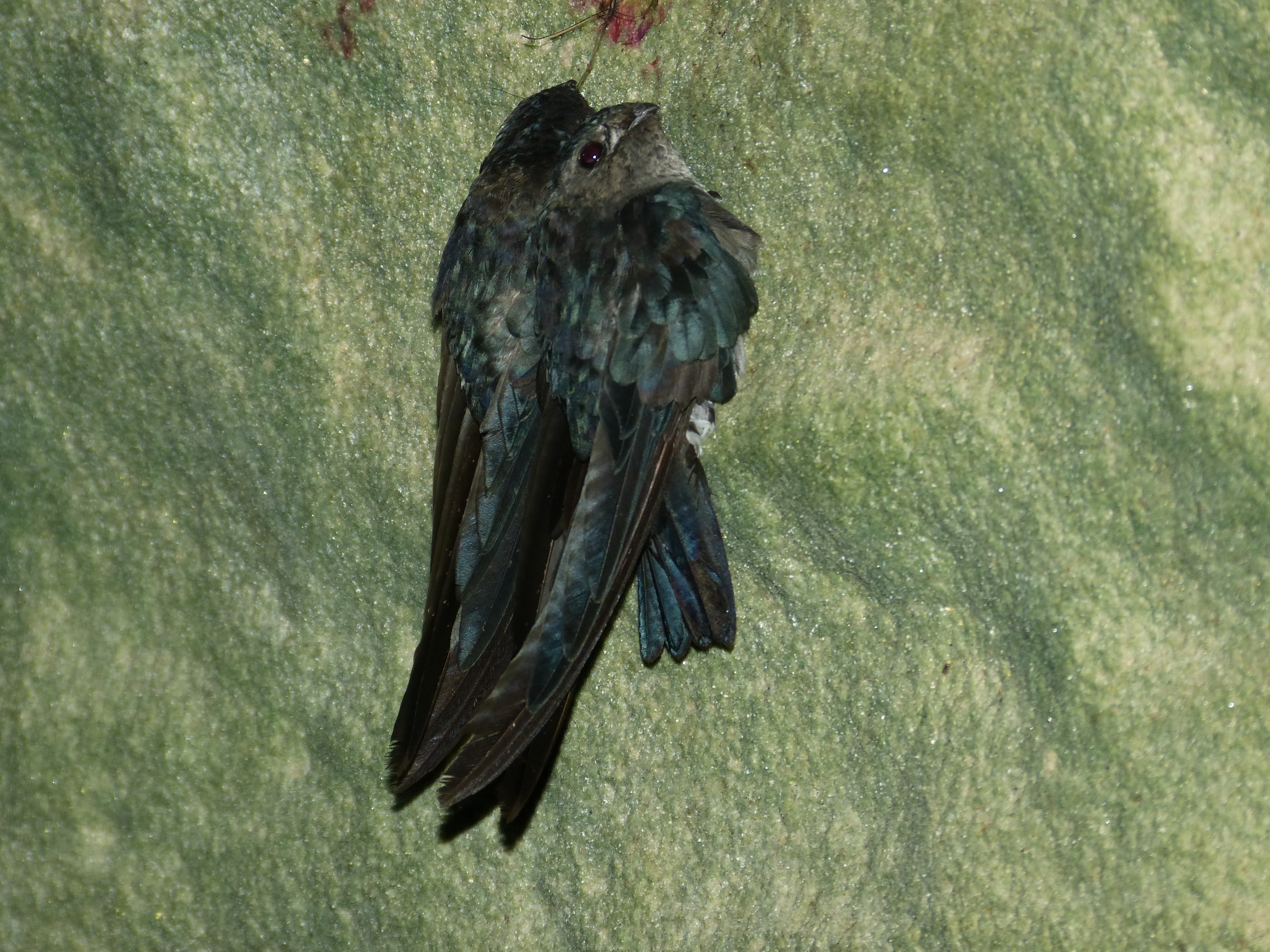
Salangane soyeuse, Sarawak, Malaisie

Ce martinet mesure jusqu'à 11,5 cm.

## Comportement

### Alimentation
Cet oiseau, comme les autres martinets, se nourrit d'insectes volants qu'il attrape au dessus des forêts tropicales.

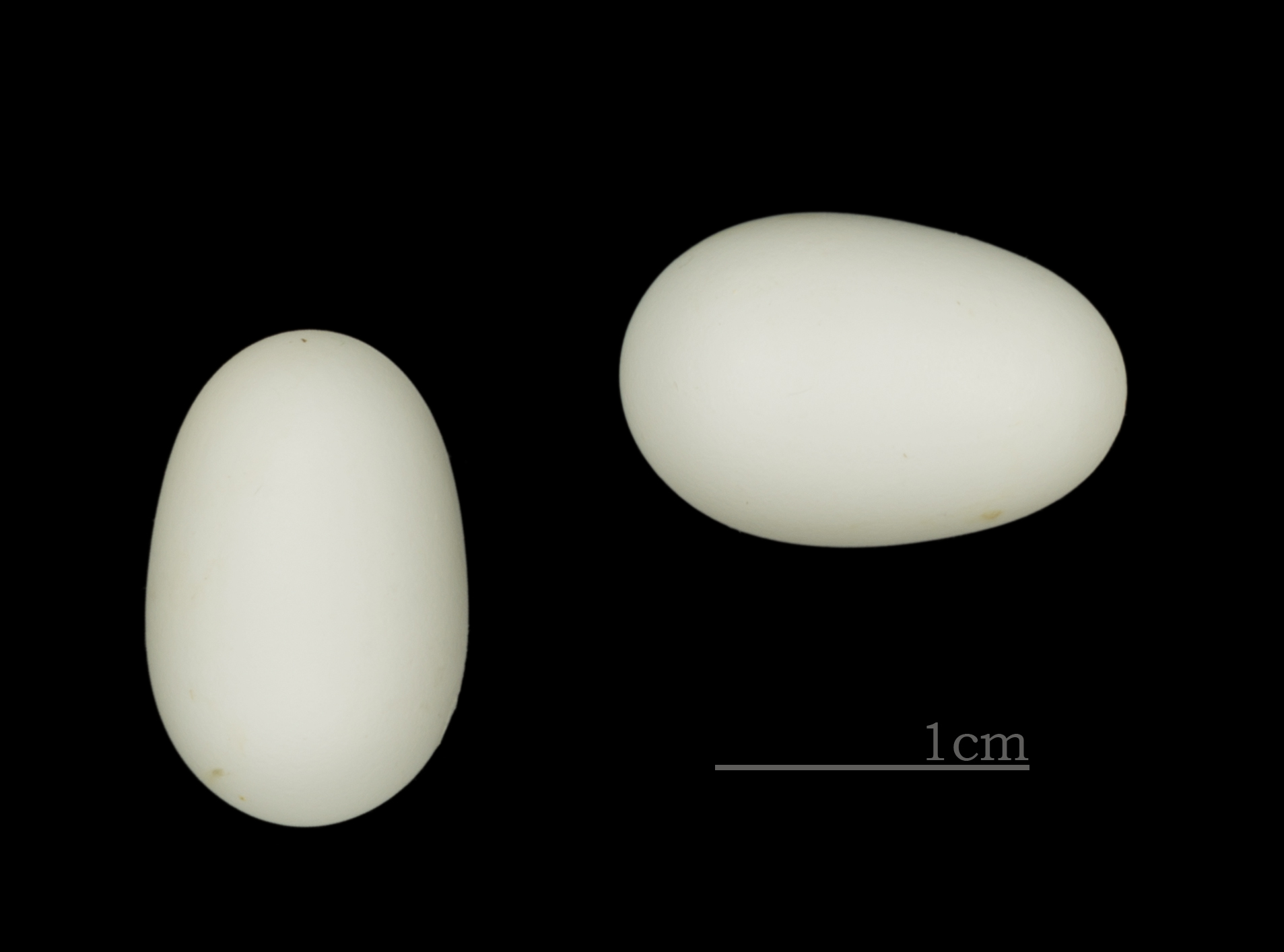
Œufs de Collocalia esculenta Muséum de Toulouse

### Reproduction
La salangane soyeuse niche dans des cavernes, généralement en colonies de plusieurs milliers d'individus. Elle construit son nid avec sa salive séchée.

## Répartition
Cette espèce se rencontre en Malaisie, aux îles Salomon, en Papouasie-Nouvelle-Guinée et en Indonésie en Nouvelle-Guinée occidentale, aux Moluques et à Sulawesi.

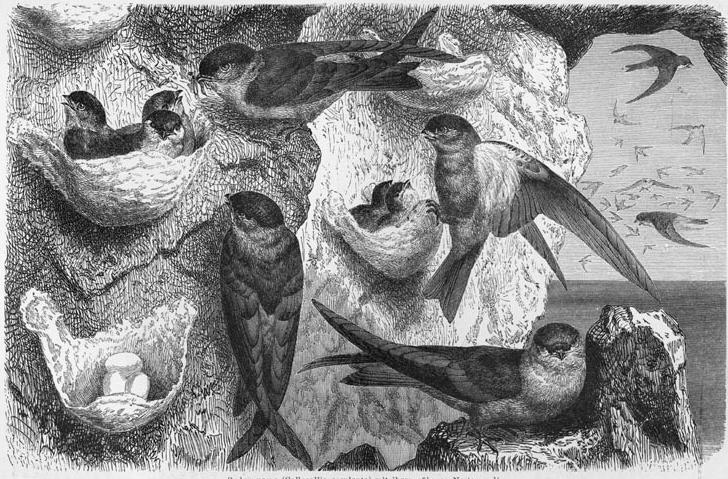
Colonie de Salangane soyeuses

## Systématique

### Taxinomie
Cette espèce a été décrite  par le naturaliste suédois Carl von Linné en 1758, sous le protonyme Hirundo esculenta.
Les espèces Collocalia affinis, Collocalia marginata, Collocalia isonota, Collocalia sumbawae, Collocalia neglecta, Collocalia uropygialis et Collocalia natalis étaient considérées comme des sous-espèces de Collocalia esculenta jusqu'en 2017.

### Liste des sous-espèces
Selon la classification de référence du Congrès ornithologique international (15.1, 2025), cet oiseau est représenté par 17 sous-espèces :
- C. e. minuta Stresemann, 1925 — Tanah Jampea et Kalao ;
- C. e. esculenta (Linnaeus, 1758) — Célèbes, îles Banggai et Sula, Moluques ;
- C. e. manadensis Salomonsen, 1983 — nord de Célèbes, îles Sangihe et Talaud ;
- C. e. spilura Gray, GR, 1866 — nord des Moluques ;
- C. e. amethystina Salomonsen, 1983 — Waigeo ;
- C. e. numforensis Salomonsen, 1983 — Numfor ;
- C. e. nitens Ogilvie-Grant, 1914 — Yapen, nord de la Nouvelle-Guinée, Karkar ;
- C. e. misimae Salomonsen, 1983 — Louisiades, îles Trobriand et île Woodlark ;
- C. e. tametamele Stresemann, 1921 — Nouvelle-Bretagne ;
- C. e. stresemanni Rothschild & Hartert, 1914 — îles de l'Amirauté ;
- C. e. heinrothi Neumann, 1919 — Nouvelle-Hanovre, Nouvelle-Irlande et Djaul ;
- C. e. spilogaster Salomonsen, 1983 — Tatau et îles Lihir ;
- C. e. hypogrammica Salomonsen, 1983 — Nissan ;
- C. e. lagonoleucos Schodde, Rheindt, & Christidis, 2017 — île Buka, Bougainville ;
- C. e. becki Mayr, 1931 — îles Salomon (centre) ;
- C. e. makirensis Mayr, 1931 — Makira ;
- C. e. desiderata Mayr, 1931 — Rennell et Bellona.

## La Salangane soyeuse et l'Homme
Ses nids, appelés nids d'hirondelle "noirs", constitués de salive mais aussi de nombreuses plumes incorporées et de beaucoup de mousse et d'autres substances végétales, ont longtemps été considérés comme pratiquement inutilisables commercialement. Cette non-utilisation de ces nids dura au moins jusqu'à la fin des années 1970. Aujourd'hui, ils sont soigneusement nettoyer avant d'être cuits et utilisés pour la préparation de soupe, aux prétendues vertus aphrodisiaques.